# Doméliers
Doméliers település Franciaországban, Oise megyében. Lakosainak száma 254 fő (2022. január 1.). Doméliers Cormeilles, Le Crocq, Fontaine-Bonneleau, Francastel, Oursel-Maison és Le Saulchoy községekkel határos.

## Népesség
A település népességének változása:
| Lakosok száma | 235  | 241  | 246  | 248  | 252  | 256  | 256  | 254  | 254  |
|               | 2013 | 2015 | 2016 | 2017 | 2018 | 2019 | 2020 | 2021 | 2022 |